# Aecom
Aecom, tidigare Aecom Technology Corporation, är ett amerikanskt multinationellt konglomerat inom infrastrukturområdet som har både affärs- och myndighetskunder runt om i världen. Aecom tillhandahåller planering, samråd, arkitektur och konstruktion av motorvägar, flygplatser, broar, kollektivtrafiksystem, vatten- och avfallsverk, kraftledningar och eldistribution samt facility management för kommersiella- och myndighetsbyggnader. De förser också USA:s federala statsmakt med bland annat facility management, utbildningar, logistik samt andra stödtjänster efter behov.